# Alberto Zozaya
Alberto Máximo Zozaya (né le 13 avril 1908 à Gualeguaychú en Argentine et mort le 17 février 1981 à La Plata) était un joueur de football argentin, attaquant qui a joué la plupart de sa carrière dans le club de l'Estudiantes de La Plata et qui fut international avec l'équipe d'Argentine de football.

## Carrière de joueur
Alberto « Don Padilla » Zozaya commence sa carrière au début des années 1930 avec les Estudiantes. Il est le premier joueur à inscrire un but lors du début de l'ère professionnelle du football argentin, qui commence en 1931.
Zozaya fait ses débuts dans l'équipe première des Estudiantes dans les années 1930 (surnommés Los Profesores, « Les Professeurs »). En 1931, il inscrit 33 buts en championnat, et devient le meilleur buteur de la Primera División Argentina et de toute l'Amérique du Sud.
En 1937, Zozaya joue la Copa América 1937, et aide l'Argentine à gagner le titre. Zozaya inscrit cinq buts lors de la compétition.
En 1939, Zozaya part jouer au Racing Club de Avellaneda mais ne joue que deux matchs avant de partir au Bella Vista en Uruguay. Il prend sa retraite à la fin de la saison 1940.

## Titres de joueur
| Saison | Équipe                         | Titre        |
| ------ | ------------------------------ | ------------ |
| 1937   | équipe d'Argentine de football | Copa América |

## Carrière d'entraîneur
Après sa retraite, Zozaya se dirige vers une carrière d'entraîneur et part au Portugal du côté du SL Benfica lors de la saison 1952-1953. Il prend ensuite les rênes du club argentin du Estudiantes de La Plata.